# 頭甲魚屬
頭甲魚屬（學名：Cephalaspis）甲胄魚的一屬，屬於骨甲魚綱。大约生活在4亿1500万年前至3亿9800万年前。

## 体型
头甲鱼身长22厘米，具有外骨骼构成的头甲，但内骨骼可能完全没有骨化。眼位于扁平头部的背侧，嘴在腹位，这表明该属是底食动物。很有可能靠从所栖居的河流沉积物中滤出的有机物生活。

## 外部連結
- Paleos Vertebrates